# ヌーフ (クルアーン)
『ヌーフ』とは、クルアーンにおける第71番目の章（スーラ）。28の節（アーヤ）から成る。マッカ啓示に分類される。

## 内容
「ヌーフ」とは「ノア」のこと。彼の話を引き合いに出し、アッラーフへの信仰の重要性と賞罰について述べられる。